# Венендал — Венендал Классик 2024
37-й выпуск  Венендал — Венендал Классик — шоссейной однодневной велогонки по дорогам общины Венендал, провинция Утрехт. Гонка прошла 18 мая 2024 года в рамках Европейского тура UCI 2024. Победу одержал норвежский велогонщик Торд Гудместад.

## Участники
В гонке приняло участие 20 команд.
| UCI WorldTeams (6)- Team Visma \| Lease a Bike - Intermarché-Wanty - Team dsm-firmenich PostNL - Arkéa-B&B Hotels - Team Jayco AlUla - Alpecin-Deceuninck UCI ProTeams (9)- TDT-Unibet - Bingoal WB - Caja Rural-Seguros RGA - Lotto Dstny - Q36.5 Pro Cycling Team - Uno-X Mobility - Team Flanders-Baloise - Tudor Pro Cycling Team - Israel-Premier Tech UCI Continental Teams (5)- Metec-Solarwatt p/b Mantel - BEAT Cycling Club - Diftar Continental Cycling Team - Parkhotel Valkenburg - Volkerwessels Cycling Team |
| |

## Маршрут
Маршрут имеет трассу, практически идентичную прошлогодней, на которой гонщики прошли пять кругов примерно 35-километровой дистанции вокруг города, который дает название гонке. Общая протяженность — 171,6 километра. Единственными трудностями маршрута являются два коротких восхождения на Греббеберг и Паарденвельд в середине каждого круга.

## Ход гонки
Уже на первом подъёме в отрыв ушли шестеро гонщиков в составе: Никлас Ларсен, Барт Хэтч, Симон Пелло, Аксель ван дер Туук, Ян-Виллем ван Шип и Макс Кроонен. Тош ван дер Санде попытался после 110 километров провести атаку, но бельгийцу догнать отрыв не удалось. Вскоре после этого полил дождь. По мере приближения к финишной черте преимущество отрыва уменьшалось. Группа с Ларсеном отказалась сдаваться, за десять километров они начали атаковать друг друга. За четыре километра до финиша пелотон выбрал последнего из отрыва. Андерс Фолдагер помог вывести на позицию Дилана Груневегена, но Гудместад открыл спринт, а Дилан Груневеген и Симон Дехейр не смогли обойти норвежца.

## Результаты
| \| Генеральная классификация \| Генеральная классификация \| Генеральная классификация \| Генеральная классификация \| Генеральная классификация \| \| Гонщик \| Гонщик \| Команда \| Время \| \| \| ------------------------- \| ------------------------- \| ----------------------------------- \| ------------------------- \| ------------------------- \| \| 1-й \| Торд Гудместад \| Uno-X Mobility \| 3ч 36' 06 \| \| \| 2-й \| Simon Dehairs \| Alpecin-Deceuninck Development Team \| + 0 \| \| \| 3-й \| Дилан Груневеген \| Team Jayco AlUla \| + 0 \| \| |                  |                                     |           |
| |                  |                                     |           |
| Источник: ProCyclingStats |                  |                                     |           |
| Генеральная классификация |                  |                                     |           |
| Гонщик | Гонщик           | Команда                             | Время     |
| 1-й | Торд Гудместад   | Uno-X Mobility                      | 3ч 36' 06 |
| 2-й | Simon Dehairs    | Alpecin-Deceuninck Development Team | + 0       |
| 3-й | Дилан Груневеген | Team Jayco AlUla                    | + 0       |